# Уразбаев, Кайрат Кулымович
Кайрат Кулымович Уразбаев (8 августа 1963 года) — казахстанский политический деятель.

## Биография
Кайрат Кулымович Уразбаев родился 8 августа 1963 года в городе Атырау.
В 1987 году окончил Казанский химико-технологический институт по специальности «Химическая технология переработки нефти».
В 2010 году окончил Московский институт нефтегазового бизнеса по специальности «Менеджер нефтегазового бизнеса».
1979-1987. Оператор комплексной экспедиции «Мангышлакнефтегазразведка», слесарь в НГДУ, оператор цеха № 3 Гурьевского нефтеперерабатывающего завода.
1987-1996. Начальник установки цеха № 1, начальник смены, начальник эстакады, заместитель начальника цеха, начальник цеха № 4, заместитель начальника производственного отдела.
1996. Генеральный директор АОЗТ «Лукойл АНПЗ».
07.1996-03.1997. Заместитель начальника Главного управления развития производства аппарата Министерства нефтяной и газовой промышленности Республики Казахстан.
03.1997-01.2002. Работа в Национальной компании «КазахОйл».
2001-08.2007. Вице-президент по развитию - директор строящегося предприятия, вице-президент по развитию, директор по капитальному строительству и развитию, заместитель генерального директора по развитию Атырауском НПЗ.
09.2007-06.2012. Руководитель производственно-технической и строительной службы - первый заместитель генерального директора - главный инженер, Директор департамента маркетингового анализа, заместитель директора развития нефтепереработки и нефтехимии Национальной компании «КазМунайГаз».
06.2012-07.2013. Заместитель генерального директора по развитию ТОО «Атырауский НПЗ», первый заместитель генерального директора по развитию и модернизации.
02.07.2013-2016. Генеральный директор ТОО «Атырауский нефтеперерабатывающий завод».
2018-01.2020. Первый заместитель председателя правления ТОО «Kazakhstan Petrochemical Industries Inc.».
С 17 января 2020 до 14 января 2022 года занимал должность акима города Атырау.

## Награды
Орден «Құрмет». Медали, звание «Человек года Атырау».